# Nasreddin Hoca Zaman Yolcusu
Nasreddin Hoca Zaman Yolcusu ist eine türkische Zeichentrickserie von Mustafa Murat Boyacı, die seit 2019 auf dem  türkischen Fernsehsender TRT Çocuk ausgestrahlt wird.
Die Filmfigur Nasreddin Hoca basiert auf dem Charakter des in der Türkei sehr populären Nasreddin.

## Handlung
Eines Tages, als Nasreddin Hoca vor ungezogenen Kindern eine Vorlesung hält, kommen der achtjährige Zehra und seine Freunde an einem versehentlich geöffneten Portal in die heutige Welt vorbei.
Zehras Vater Cemil, der die außergewöhnlichen Aspekte einer jahrhundertealten Platane studiert, wird mit Zehra und seiner Familie in der Hütte leben, bis er die Maschine repariert hat, die er auf einem Stamm des Baumes gebaut hat, um einen Weg zu finden, um Hoca aus der Zukunft zurück in seine Zeit zu schicken.

## Episodenliste
| Nr. | Deutscher Titel             | Originaltitel                        |
| --- | --------------------------- | ------------------------------------ |
| 1   | Zeitreisender               | Zaman Yolcusu                        |
| 2   | Löwenzähmer                 | Aslan Terbiyecisi                    |
| 3   | Allein zu Haus              | Evde Bir Başına                      |
| 4   | Einkaufen                   | Nasreddin Hoca Alışverişte           |
| 5   | Der verlorene Schatz        | Nasreddin Hoca'nın Kayıp Hazinesi    |
| 6   | Internet                    | Nasrettin Hoca İnternet Dünyasında   |
| 7   | Globale Erwärmung           | Küresel Isınma                       |
| 8   | Spielende                   | Oyun Bitti                           |
| 9   | Verloren                    | Kayıp                                |
| 10  | Pfadfinder                  | İz Peşinde                           |
| 11  | Gedächtnisverlust           | Hafıza Kaybı                         |
| 12  | Zurück in die Vergangenheit | Öteye Giden Yol                      |
| 13  | Alphabetisierung            | Nasreddin Hoca Okuma Yazma Öğreniyor |
| 14  | Extremsport                 | Sıradışı Sporlar                     |
| 15  | Camping                     | Nasreddin Hoca Kamp Yapıyor          |
| 16  | Landwirtschaft              | Nasreddin Hoca Tarım Yapıyor         |
| 17  | Navigation                  | Akıllı Yol Bilgisayarı               |
| 18  | Filmset                     | Nasreddin Hoca Film Setinde          |
| 19  | Zahnarzt                    | Diş Hekimi                           |
| 20  | Unterwasser                 | Sualtı                               |
| 21  | Musikwettbewerb             | Müzik Yarışması                      |
| 22  | Das Zentrum der Welt        | Dünyanın Merkezi                     |
| 23  | Reise zum Mars              | Mars'a Yolculuk                      |
| 24  | Roboterfreundlich           | Robot Dostu                          |
| 25  | Verlorener Esel             | Kayıp Küheylan                       |
| 26  | Unsichtbarer Mann           | Görünmez Adam                        |
| 27  | Eindringling                | Davetsiz Misafir                     |
| 28  | Überschüssige Artikel       | Fazla Eşyalar                        |
| 29  | Abenteuer Park              | Macera Parkı                         |
| 30  | Antiquitätenverkäufer       | Antikacı                             |